# Принципиальный и жалостливый взгляд
«Принципиальный и жалостливый взгляд» — фильм-драма режиссёра Александра Сухочева по сценарию Ренаты Литвиновой.
«Ленфильм» (Россия), 1996 год. Фильм находился в производстве более трёх лет. Рабочее название — «Принципиальный и жалостливый взгляд Али К.».

## Сюжет
Героиня фильма — сорокалетняя Аля (Н. Коляканова), её бросил муж, позже из дома ушёл и сын. Она живёт одна с престарелой матерью (Т. Окуневская). Эпизодически появляющиеся подруги (О. Самошина и М. Тонтегоде) и странный жених (В. Баринов) не способны принципиально изменить её жизнь. Аля предпочитает не реальный мир, а уход в мир фантазий и воспоминаний детства. Именно оттуда тянутся корни комплексов брошенной женщины — от обид брошенного ребёнка. Душевные тягости перерастают в болезнь телесную. В финальной сцене физическая смерть Али не показана, но прощание в больничной палате с матерью не оставляет ей шансов на жизнь.

## В ролях
- Наталия Коляканова — Аля
- Татьяна Окуневская — мать
- Ольга Самошина
- Милена Тонтегоде
- Валерий Баринов
- Сергей Русскин

## Награды
- 1996 год — Приз жюри Наталии Колякановой на Открытом российском кинофестивале «Кинотавр» (Сочи, Россия).
- 1996 — Номинация на премию «Ника» За лучшую женскую роль (Наталия Коляканова)[2].
- 1996 год — Приз жюри на кинофестивале «Окно в Европу» (Выборг, Россия).
- 1996 год — Диплом жюри на Международном кинофестивале «Молодость» (Киев, Украина)
- 1996 год — Кинофестиваль в Токио, номинация на Гран-при[3].
- 1996 год — участник основной программы Берлинского кинофестиваля.

## Критика
Кинокритика фильма обширна и полярно противоположна.
Даниил Дондурей, главный редактор журнала «Искусство кино» считает, что «Принципиальный и жалостливый взгляд» — устаревшее авторское кино. Его впечатление, что Александр Сухочев начал снимать двадцать лет назад и только недавно закончил работу. Андрей Плахов — киновед, обозреватель газеты «Коммерсантъ», отозвался о картине достаточно обтекаемо: «Дебют Сухочёва доказал бессмертие ленинградской школы. Она будет жива — доколе жив дух затемненных, безбытных в своей обжитости питерских квартир, которые, кажется, не проветривались со времен блокады, и обитающие в них призраки нордических страстей». Другой кинокритик того же издания — Сергей Добротворский, — пишет в своей рецензии как о достоинствах картины, к которым относит в первую очередь редкую изобразительную цельность, так и указывает на конкретные промахи и штампы: «показывать сливное отверстие ванной, втягивающее жизнь вместе с последними каплями воды, вот уже тридцать с лишним лет можно только со ссылкой на Хичкока».
Критик Нина Цыркун воспринимает фильм благожелательно:

Скрещение взглядов — принципиального, следовательно, безжалостного, и жалостливого, следовательно, беспринципного — делает помещенную в эту точку героиню объектом настолько страдательным, что исключает всякую рефлексию. Бергмановская «Осенняя соната», перенесенная в ландшафт родных осин, не нуждается в подробностях и полностью растворяется в картинах и этюдах, собранных в коллекцию постановщиком-художником.
В отличие от неё публицист Лев Аннинский хотя и признаёт определённую притягательность фильма (за счёт артистического мастерства Наталии Колякановой), но боковые сюжетные линии расценивает как «вставные номера (Баринов, играющий дурака-ухажёра; я уж не говорю про Окуневскую — это просто изваянный бенефис)».
Российский кинокритик Михаил Трофименков полагает, что в картине режиссёр сумел подчинить своей авторской воле потенциал таких индивидуальностей, как Литвинова, Коляканова и Окуневская. Кроме того, «по пластике этот фильм принадлежит к „поэтической“ линии, зачарованной живописной красотой мира даже в её тлении и распаде. По интонации — к авербаховской традиции „ленинградской школы“, культивирующей печальные, предсмертные мотивы».
Дмитрий Савельев — автор и редактор нескольких киноведческих журналов, даёт более негативную оценку. Он считает, что режиссура тяжеловесна по причине нескольких обстоятельств. Главную злую шутку сыграл «синдром первого фильма»: «автор с усердием неофита доказывает своё право на профессию. Это усердие ощущаешь физически. Каждый кадр выстроен с въедливой дотошностью, но от изобразительной опрятности тянет холодом и несвободой. <…> Режиссёр пытается сделать мне красиво и больно одновременно, эстетизируя одиночество, боль и отчаяние».

## Факты
- Киносценарий будущего фильма — дипломную работу выпускницы сценарного факультета ВГИКа Ренаты Литвиновой, — ещё в конце 1980-х прочитала Кира Муратова и выразила готовность экранизировать его. Позже она ограничилась приглашением актрисы на роль в своём фильме «Увлеченья»[7].
- Эта картина — единственный игровой фильм, выпущенный на «Ленфильме» в экономически неблагоприятном 1996 году[8].